# Сарыкульмяк
Сарыкульмяк (Пимики) — деревня  Кунашакского района Челябинской области. Входит в состав Куяшского сельского поселения.

## География
Расположена в юго-западной части района. Расстояние до районного центра, Кунашака, 42 км.

## История
Деревня впервые упоминается в переписи 1795 как поселение катайских башкир. Названа по небольшому озеру, на берегу которого располагалась ранее (ныне на его месте — болото).

## Население
| 2002 | 2010 |
| ---- | ---- |
| 155  | →155 |

(в 1947 — 384, в 1956 — 515, в 1970 — 606, в 1983 — 284, в 1995 — 202)

## Улицы
- Улица Гагарина
- Улица Ленина
- Лесная улица